# Roms getto

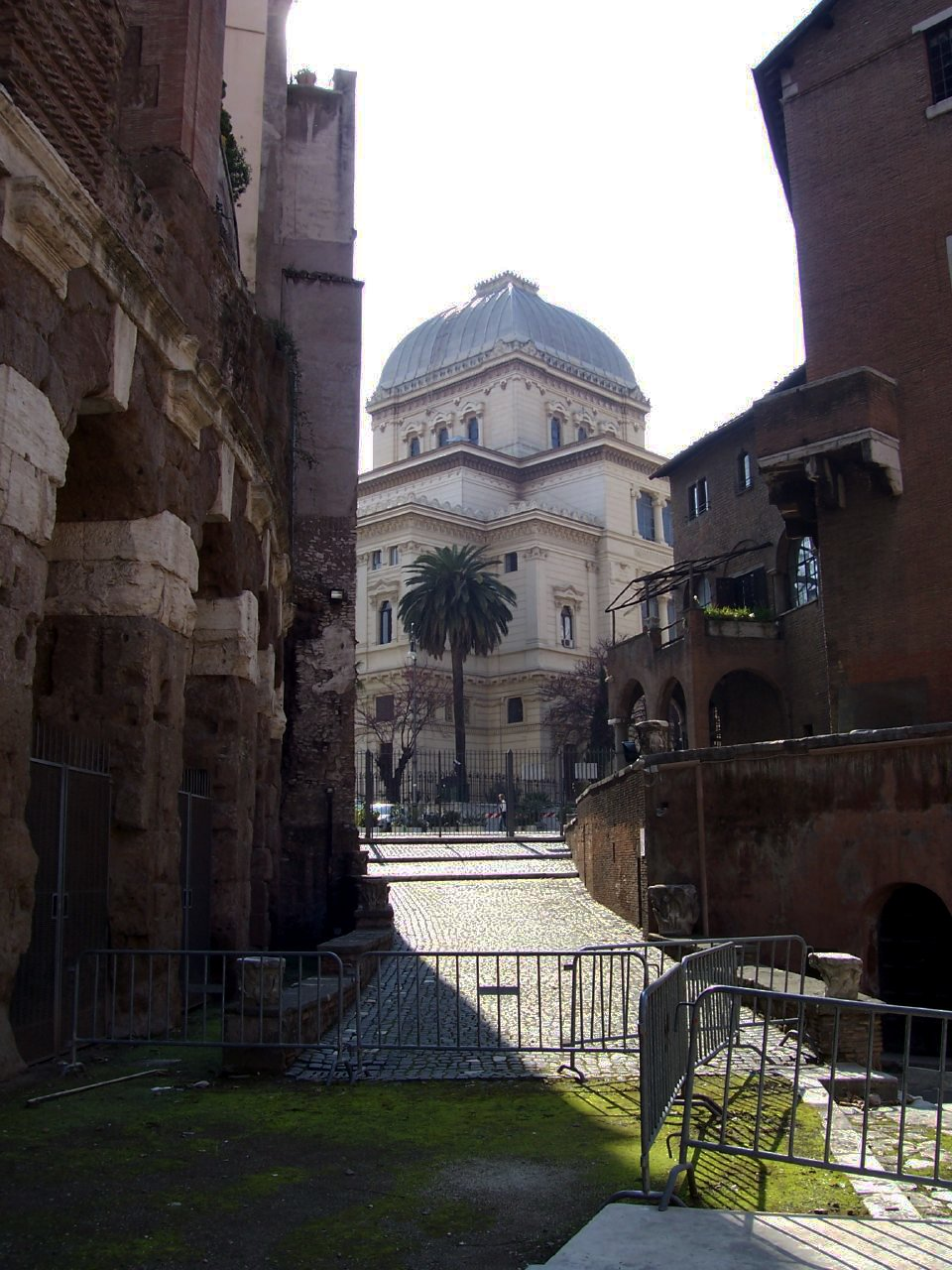
En skymt av den moderna synagogan.

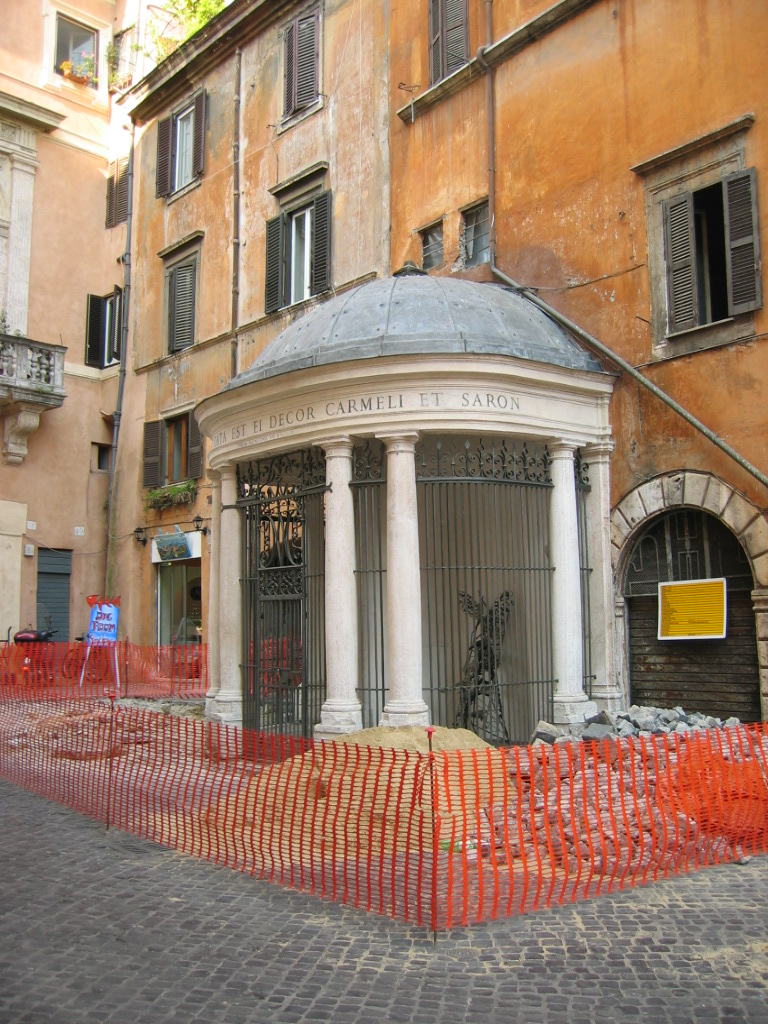
Tempietto del Carmelo.

Roms getto var ett område i Rom där den judiska befolkningen var hänvisad att bo. Det var beläget inom det område som idag avgränsas av Via del Portico d'Ottavia, Lungotevere dei Cenci, Via del Progresso och Via di Santa Maria del Pianto i närheten av Tibern, Marcellusteatern samt Octavias portik.
Området mellan portiken och floden blev på medeltiden centrum för den judiska kolonin; judarna hade tidigare varit hänvisade till stadsdelen Trastevere. År 1555 inrättade påve Paulus IV ett getto på platsen. Han lät uppföra en mur, som sträckte sig från Ponte Fabricio till Octavias portik, utmed Via del Portico d'Ottavia och sedan längs nuvarande Via del Progresso ned till floden. Det fanns från början bara två portar, men antalet ökades senare.
Gettot utvidgades norrut i början av 1800-talet, men avskaffades 1848. Hela området jämnades med marken på 1880-talet i samband med regleringen av Tibern, och moderna kvarter med breda gator ersatte den gamla kyffiga bebyggelsen. Den stora synagogan, ritad av Osvaldo Armanni och Vincenzo Costa, i så kallad assyrisk-babylonisk stil stod färdig år 1904.